# Schalldeckel

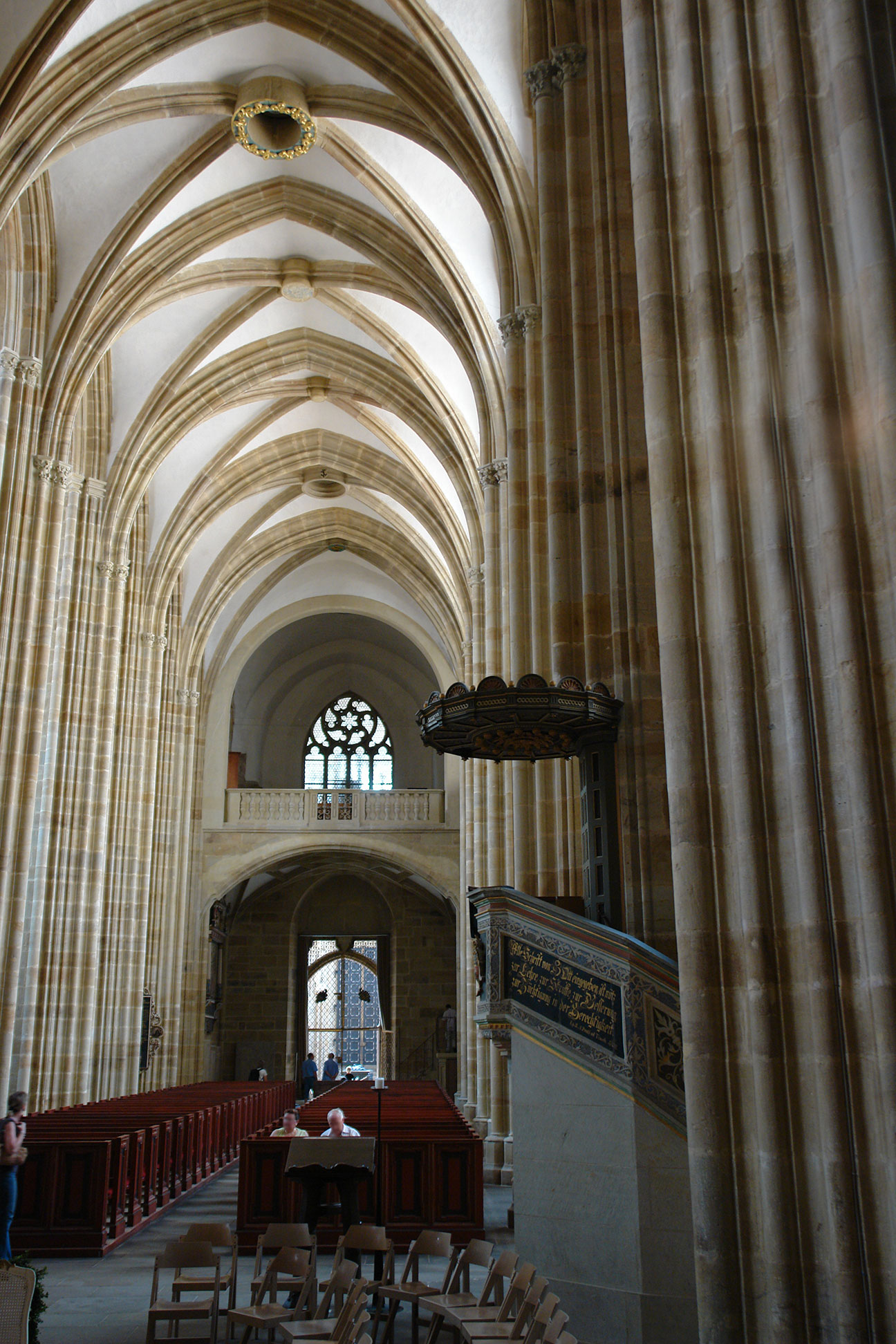
Schalldeckel und Schallraum im Meißner Dom

Ein Schalldeckel, auch als Kanzelhimmel, Kanzelhaube oder Kanzeldeckel bezeichnet, dient in Kirchengebäuden dazu, die Worte des auf der erhöhten Kanzel stehenden Predigers in Richtung der Gläubigen zurückzuwerfen. Der Schalldeckel befindet sich über der Kanzel und sorgt dafür, dass die Predigt in der ganzen Kirche zu vernehmen ist.
Mit der Entwicklung der Elektroakustik und dem Einbau von Mikrofonen und Lautsprechern in die Kirchen verloren Schalldeckel ihre Bedeutung. Moderne Kanzeln haben keinen Schalldeckel mehr, da die Reflexionen des Deckels gegebenenfalls die elektroakustische Übertragung eines Mikrophons stören.
Außerhalb von Kirchen befindet sich eine besondere Art von Schalldeckel im Bayreuther Festspielhaus. Dort ist das fürs Publikum unsichtbare Orchester mit einer hölzernen halbrunden Blende abgedeckt, die den im Orchesterraum erzeugten Schall zunächst in Richtung Bühne wirft, wo er sich mit dem Schall der von dort kommenden Gesangsstimmen vermischt. 

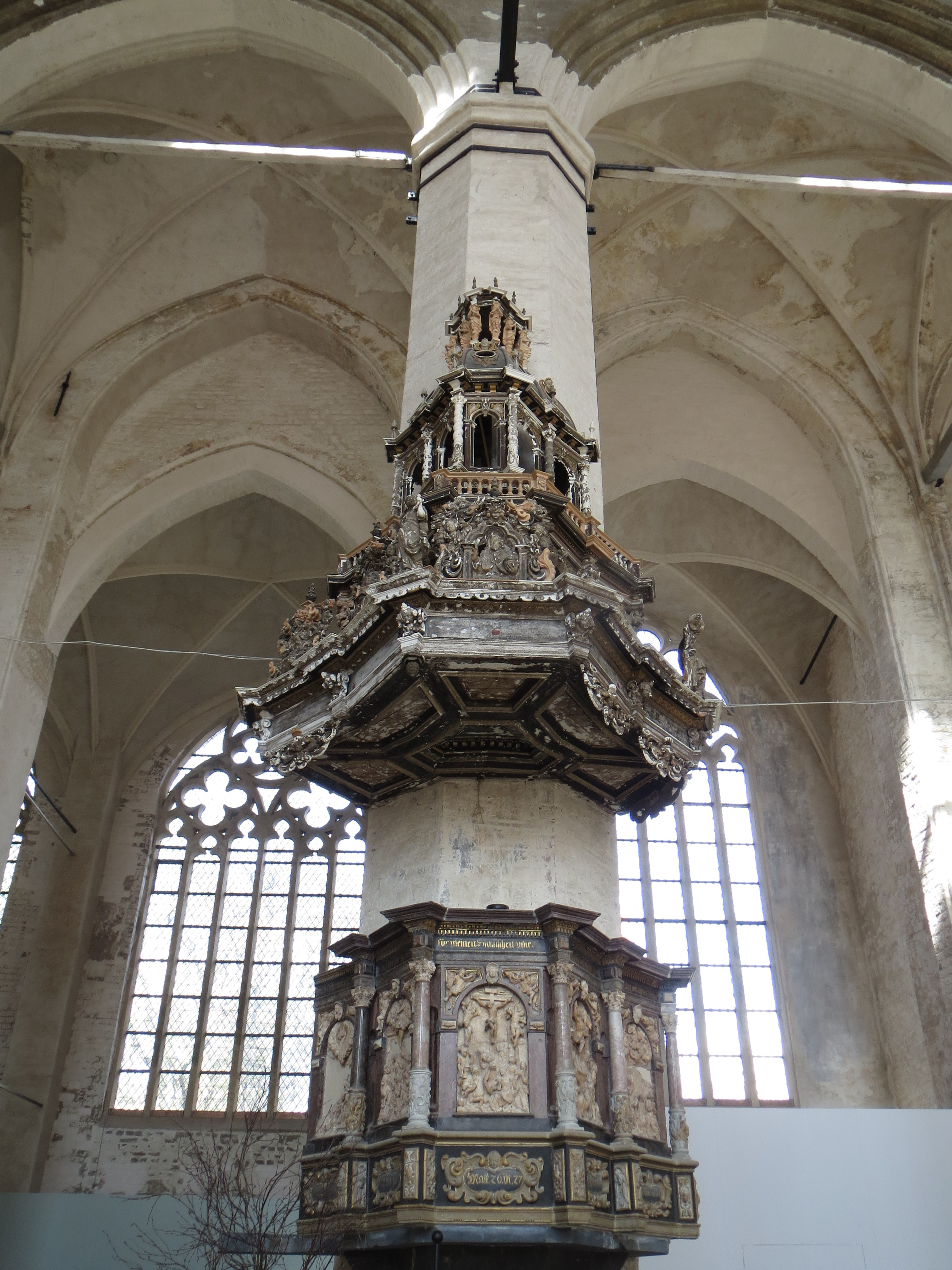
Kanzel mit Schalldeckel in der St.-Jakobi-Kirche in Stralsund
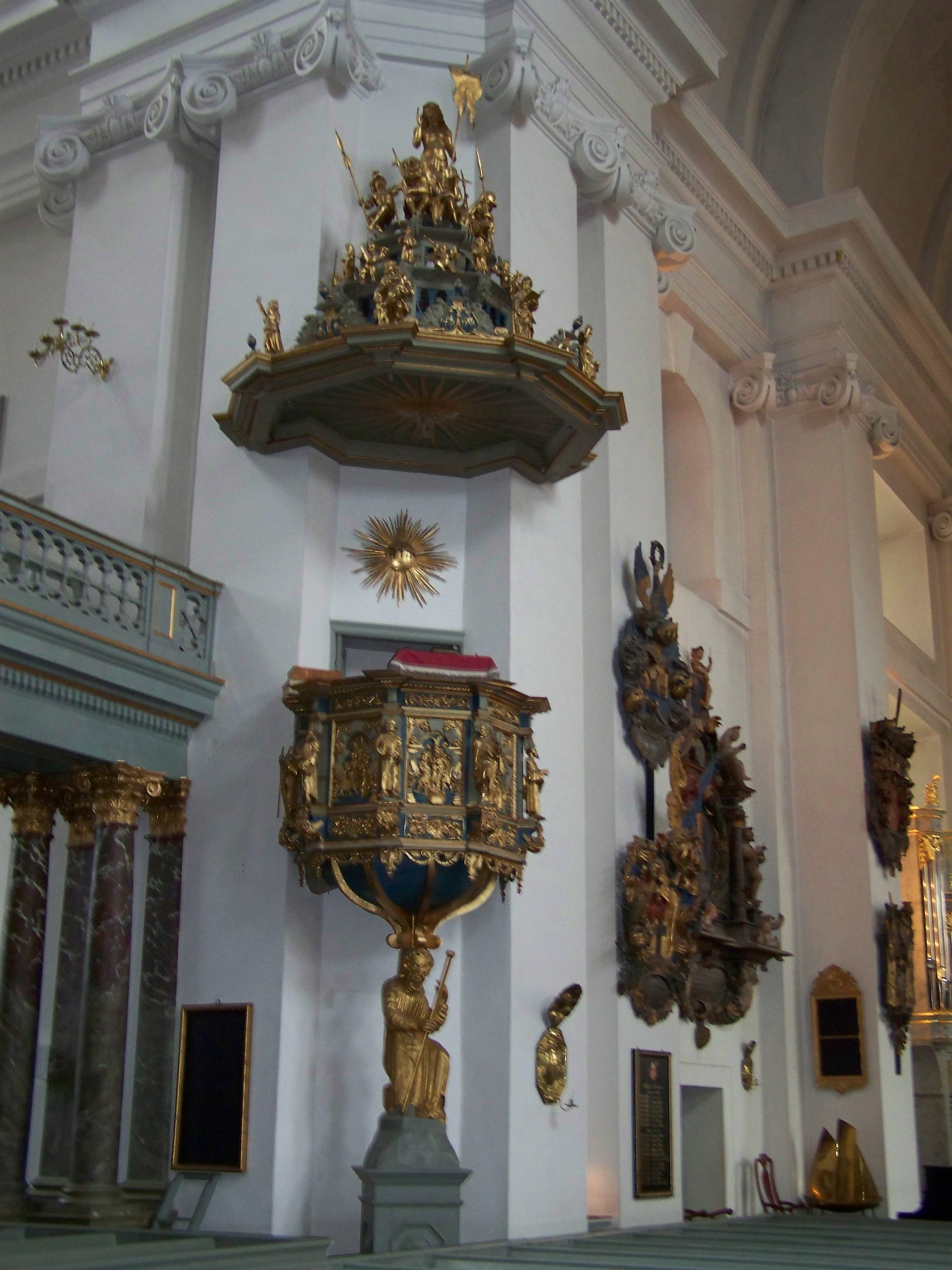
Kanzel mit Schalldeckel im Dom zu Kalmar
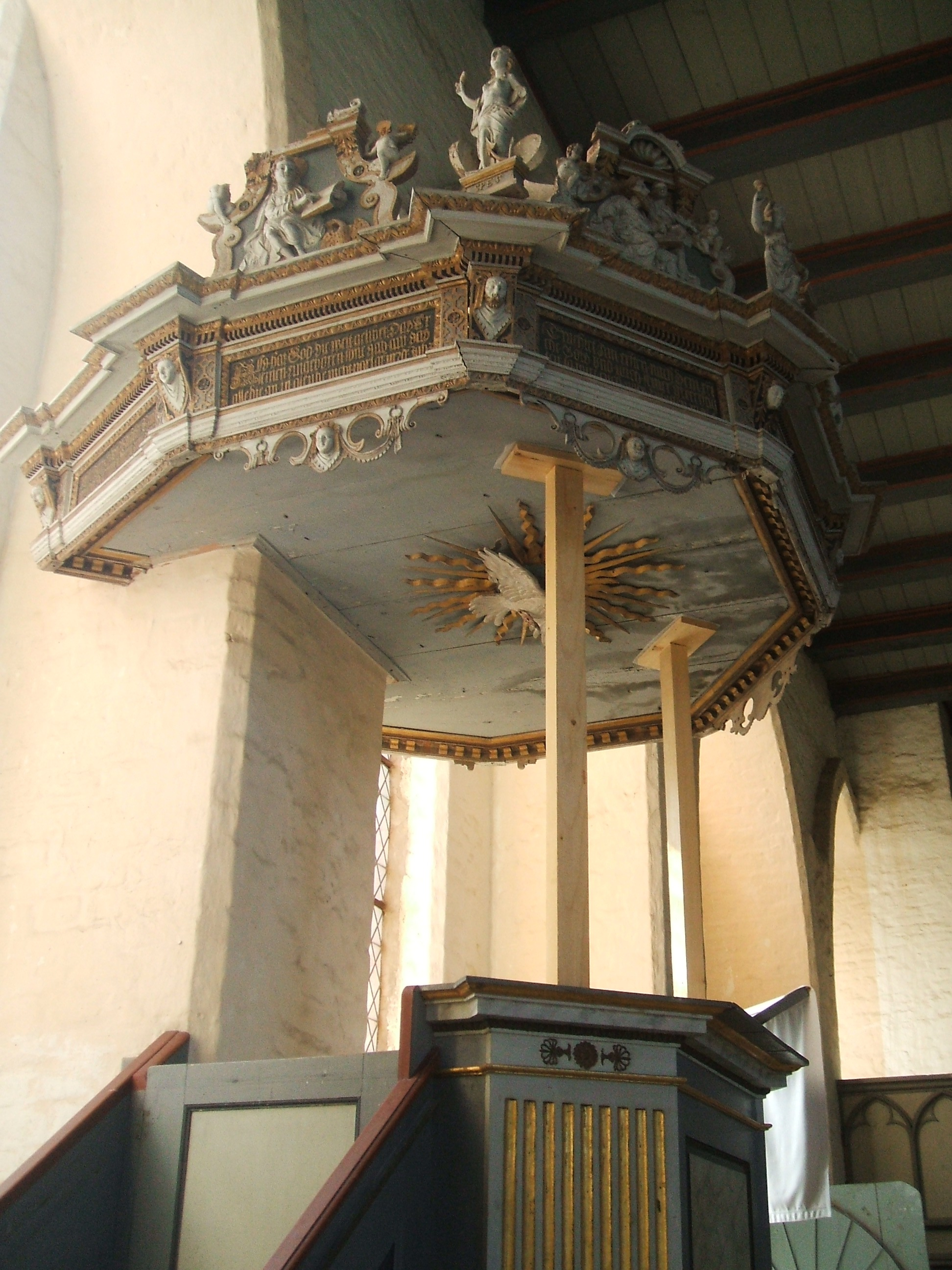
Schalldeckel in der Kirche von Voigdehagen
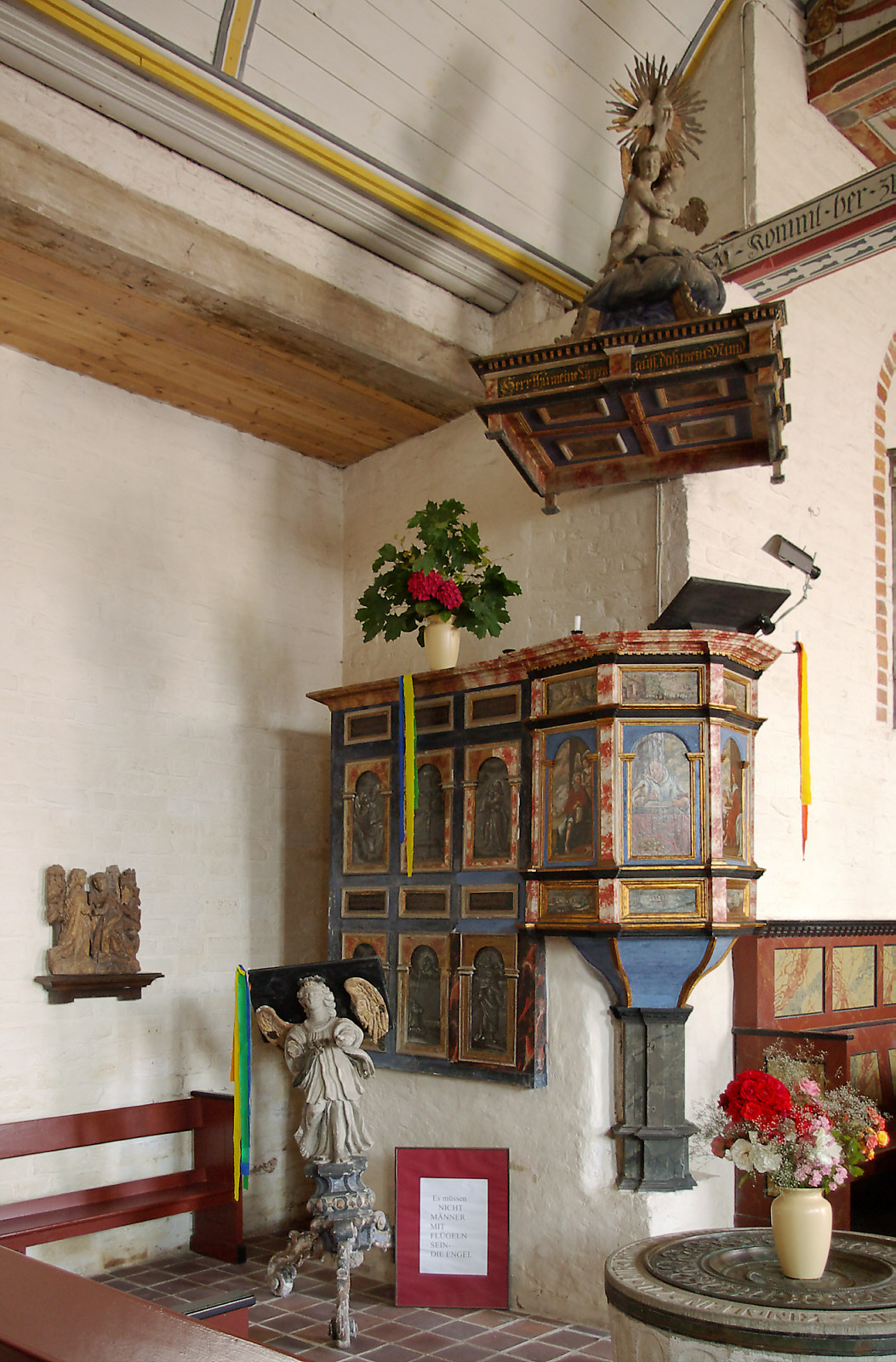
Kanzel mit quadratischem Schalldeckel in der St.-Nikolai-Kirche in Altefähr
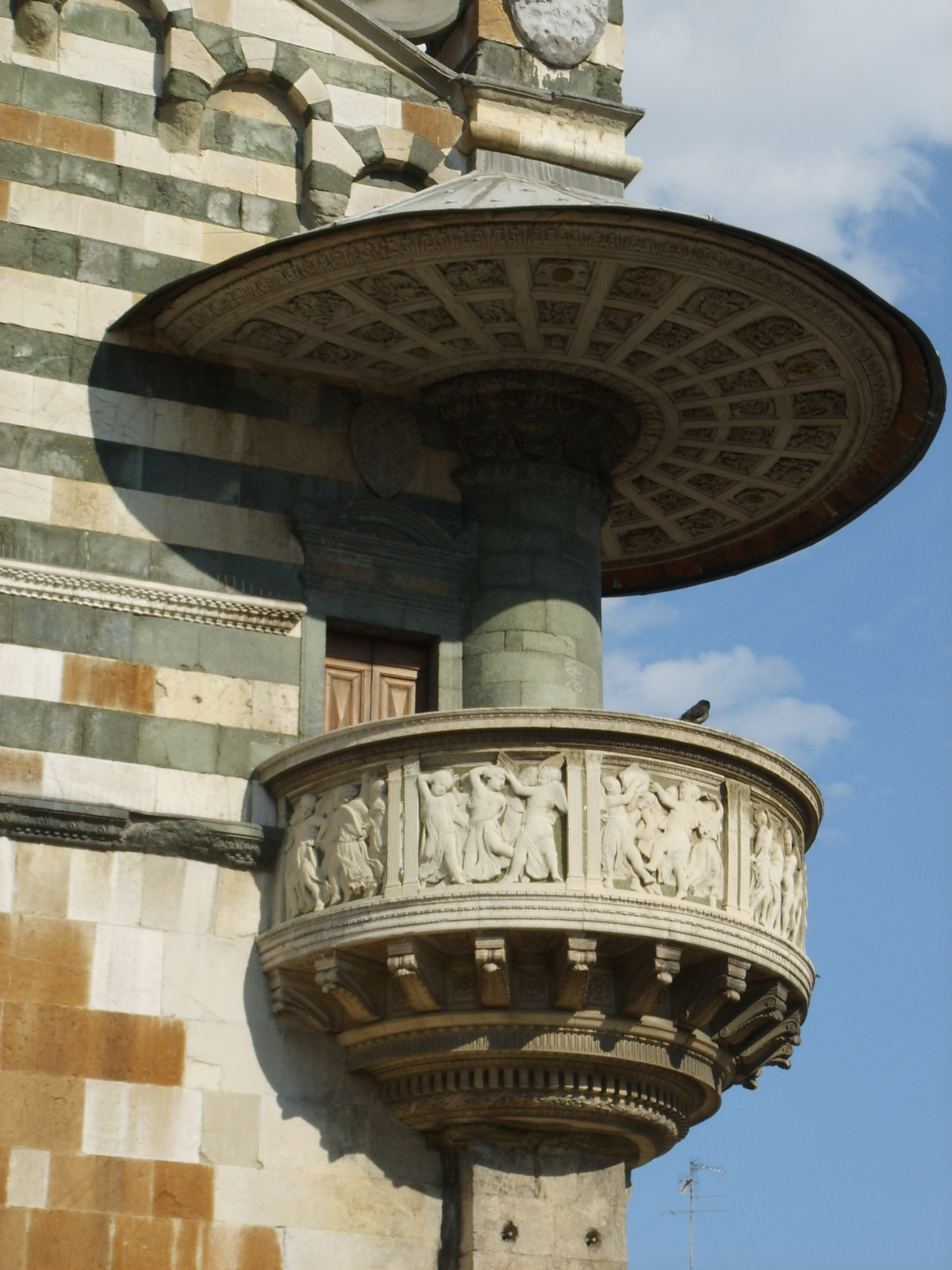
Außenkanzel am Dom von Prato in Italien